# 王母渡镇
王母渡镇，是中华人民共和国江西省赣州市赣县区下辖的一个乡镇级行政单位。

## 行政区划
王母渡镇下辖以下地区：
王母渡社区、立濑村、枧溪村、朱坑村、胜利村、浓口村、横溪村、寨下村、上排村、下排村、潭埠村、下邦村、龙潭村、桃江村、大陂村、和坊村、歧岭村、枫树村和新兴村。